# Едуард фон Бем-Ермоли
Едуард Фрајхер фон Бем-Ермоли (Анкона, 12. фебруар 1856 — Опава, 9. децембар 1941) је био један од најспособнијих Аустроугарских војсковођа током Првог светског рата. Био је начелник Друге Аустроугарске армије до самог краја рата. Хитлер му је 1940. године доделио чин почасног фелдмаршала Немачке војске.

## Биографија
Ермоли је рођен у Анкони 1856. године. Његов отац је био редован официр, који је примљен у редовну војну службу током битке код Новаре. Након одласка у пензију, његовом оцу је додељена племићка титула.
Едуард Бем-Ермоли је ишао у кадетску школу у Санкт Пелтену, након чега је своје образовање наставио у војној академији Мајка Тереза у Винер Нојштату. Примљен је у редовну службу 1875. године, као члан 4. драгунске регименте у Велсу. Био је слушалац курса за обуку штабних официра у војној школи у Бечу 1878. а након тога је служио као штабни официр у 21. пешадијској бригади у Лембергу. До 1896. је напредовао до чина пуковника, и тада му је на команду додељена 3. Уланска регимента.
Следећих година је наставио да напредује у служби, и 1901. је вршио команду у 16. коњичкој бригади, 1905. у коњичкој дивизији у Кракову, па у 12. пешадијској дивизији 1909, и након тога је добио команду над Првим корпусом и чин генерала коњице.
На почетку Првог светског рата, додељена му је команда над Другом армијом, која је по првобитном плану требало да буде послата на Српски фронт, али због лоше процене темпа мобилизације Руске војске, Ермоли је пребачен на Источни фронт. У комбинацији са немачким снагама, Друга аустријска армија је успела да заустави руско напредовање. Друга армија је 1915. године послана на Карпате да ослободе опкољену тврђаву у Пшемислу. Након борби, тврђава није била спашена и пала је под Руску контролу. Јединице под Ермолијевом командом су 22. јуна ослободиле Лемберг. Ермоли је командовао Другом армијом до краја рата, а истовремено је командовао армијском групом Бем-Ермоли, након Брусиловљеве офанзиве.
Учествовао је у окупацији Украјине 1918. године, након чега је његова армија распуштена код Одесе. Унапређен је у чин генералоберста 1916, а у фелдмаршала 1918. године. Титула барона му је додељена 1917. године. Након пропасти Аустроугарског царства, повукао се на своје имање у Опави која се налазила у новоствореној Чехословачкој. Чехословачка влада му је обезбедила пензију и чин генерала прве класе у резерви, а 1928. је добио чин армијског генерала.
Након што је Нацистичка Немачка окупирала Судете, Ермоли је постао Немац, и добио је чин фелдмаршала. Постављен је на позицију почаног штабног пуковника 28. пешадијске регименте у Опави. Ермоли је умро 9. децембра 1941. и сахрањен је уз све војне почасти у Бечу.